# Magnus
För andra betydelser, se Magnus (olika betydelser).

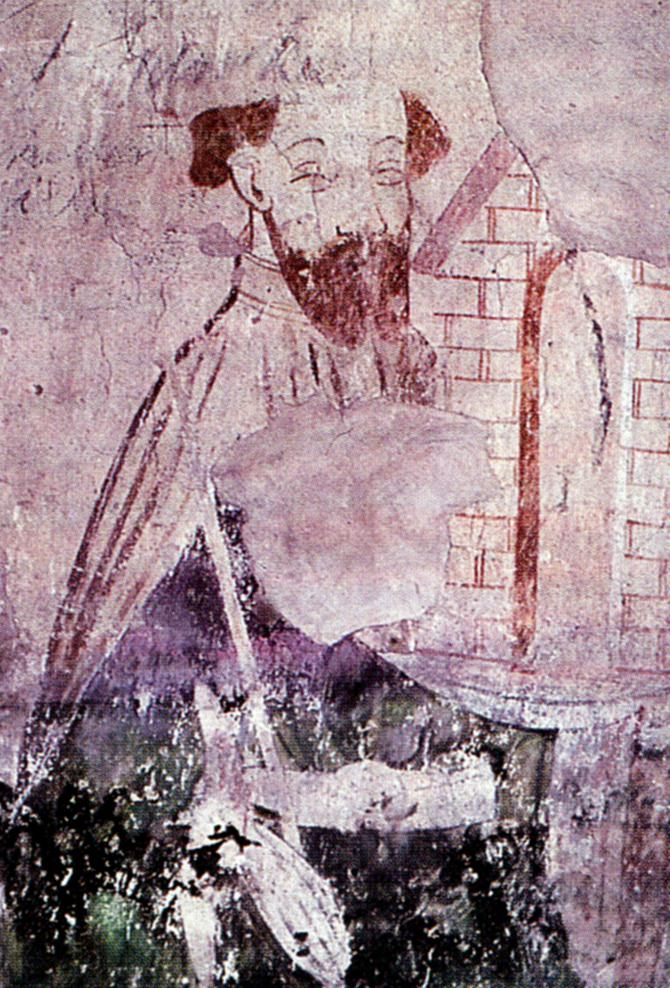
Magnus Ladulås.

Magnus är ett mansnamn, ursprungligen ett latinskt tillnamn med betydelsen "stor", till exempel Carolus Magnus (Karl den store). En kortform är Måns. Den finskspråkiga motsvarigheten är Mauno eller Maunu.
Enligt Snorre Sturlasson bars namnet första gången av Magnus den gode, som fått namnet efter Karl den Stores tillnamn.
Äldsta belägget i Sverige är från 1100-talet genom ristade runor på väggen i Bringetofta kyrka, Småland: Herr Magnus. Namnet finns också i en runinskrift på ett rökelsekar i Angelstads kyrka, Småland, ca 1400: Magnus Diacomus gjorde mig, Gud signe honom.
Magnus var ett modenamn i Sverige på 1960- och 1970-talet, minskade sedan något i popularitet men har nu ökat igen.[källa behövs] Den 31 december 2009 fanns det totalt 73 548 personer i Sverige med namnet Magnus, varav 41 923 med det som tilltalsnamn. År 2003 fick 489 pojkar namnet, varav 29 fick det som tilltalsnamn. 
I Sverige har Magnus namnsdag 19 augusti, och det är helgondagar för Magnus av Agnini och Magnus av Avignon som levde på 200-talet respektive 600-talet e. Kr. I den finlandssvenska namnsdagslängden har Magnus namnsdag 19 augusti sedan starten 1929, då en egen namnsdagskalender togs i bruk för finlandssvenskar.

## Personer och figurer med namnet Magnus

### Norska kungar
- Magnus den gode, norsk kung 1035–1047 och dansk 1042–1047.
- Magnus Haraldsson, norsk kung död 1066.
- Magnus Barfot, norsk kung 1093–1103.
- Magnus Sigurdsson, norsk kung 1130–1135 och 1137–1139, kallad den blinde.
- Magnus Erlingsson, norsk kung 1161–1184.
- Magnus Lagaböter, norsk kung 1263–1280.
- Magnus Eriksson, norsk kung 1319–1343, även svensk kung 1319–1364.

### Svenska kungar och prinsar
- Magnus Nilsson, svensk kung på 1120-talet.
- Magnus Henriksson, svensk kung 1160–1161.
- Magnus Ladulås, svensk kung 1275–1290.
- Magnus Eriksson, svensk kung 1319–1364, även norsk kung 1319–1343.
- Magnus Birgersson, svensk prins 1300, son till kung Birger Magnusson.
- Magnus, hertig av Östergötland, svensk prins född 1542, son till kung Gustav Vasa.

### Andra personer
- Magnus av Ösel (1540-1583), dansk prins
- Magnus I (biskop i Åbo), Finlands förste inhemske biskop
- Magnus Haraldsson (biskop), biskop i Skara stift
- Magnus Ahlgren (borgmästare) (1823–1871), borgmästare i Sundsvall och riksdagsman
- Magnus Ahlgren (arkitekt) (1918–2005), svensk arkitekt
- Magnus Alkarp, författare, arkeolog, musiker
- Magnus Andersson (född 1958), fotbollsspelare
- Magnus Beronius, ärkebiskop
- Magnus Betnér, komiker
- Magnus Blix, fysiolog, professor, universitetsrektor
- Magnus Borén, musikalartist
- Magnus Brahe (1564-1633), greve och riksråd
- Magnus Brahe (1790-1844), greve och militär
- Magnus Bäckstedt, cyklist
- Magnus Carlsen, norsk schackspelare
- Magnus Carlson, sångare och låtskrivare
- Magnus Carlsson, sångare och dansare
- Magnus Gabriel De la Gardie, greve, rikskansler
- Magnus Julius De la Gardie, greve
- Lars Magnus Ericsson, grundare av företaget Ericsson
- Karl-Magnus Fredriksson, operasångare
- Magnus Fries, svensk botaniker
- Magnus Hedman, fotbollsmålvakt, VM-brons 1994, kopia av Svenska Dagbladets guldmedalj
- Magnus Härenstam, underhållare och programledare i TV
- Magnus Ingesson, längdskidåkare
- Magnus Johansson, ishockeyspelare
- Magnus Knutsson, serieskapare
- Magnús Magnússon, skotsk programledare i TV
- Magnus Norman, tennisspelare
- Max Magnus Norman, konstnär
- Magnus Petersson, bågskytt
- Magnus Pääjärvi, ishockeyspelare
- Magnus Rasmussen, lärare, jordbrukare och politiker
- Magnus Roosmann, skådespelare
- Magnus Schmidt, svensk rappare
- Magnus Sommar (biskop), den siste katolske biskopen i Strängnäs stift
- Magnus Sommar (präst) (1710–1782), präst och adjunkt vid Lunds universitet
- Magnus Stenbock, greve och militär
- Magnus Svensson, ishockeyspelare
- Magnus Tengby, musiker
- Magnus Uggla, popsångare
- Gnaeus Pompeius Magnus, romersk general

### Fiktiva personer
- Karl Magnus "Kalle" Anka, amerikansk seriefigur (fullständigt svenskt namn)

## Personer med efternamnet Magnus
- Carl Magnus (född 1943), svensk målare, skulptör och grafiker
- Eduard Magnus, flera personer
  - Eduard Magnus (konstnär) (1799-1872), tysk målare
  - Eduard Magnus (köpman) (1800-1879), svensk köpman och politiker
- Erik Magnus (1884-1969), svensk ingenjör och direktör
- Gustav Magnus (1802-1870), tysk fysiker och kemist
- Göthilda Magnus, flera personer
  - Göthilda Fürstenberg, född Magnus (1837-1901), svensk konstsamlare, mecenat och filantrop
  - Göthilda Magnus Henriques (1767-1825), svensk donator
- Hans Magnus (19900-talet), norsk arkitekt
- Johannes Magnus (1488-1544), Sveriges siste katolske ärkebiskop
- Lazarus Elias Magnus (1770-1851), svensk industriman
- Olaus Magnus (1490-1557), svensk katolsk präst, författare och titulär ärkebiskop
- Paul Magnus (1844-1914), tysk botanist
- Peter Magnus (1915-2001), norsk författare, översättare och journalist
- Siri Magnus-Lagercrantz (1875-1944), svensk målare, illustratör och grafiker
- Sandra H. Magnus (född 1964), amerikansk astronaut
- Washington Magnus (1863-1917), norsk dirigent och tonsättare